# Bergharen
Bergharen is een Nederlands dorp in de gemeente Wijchen (provincie Gelderland). Op 1 januari 2023 telde Bergharen 1.795 inwoners. Het dorp is gelegen bij een rivierduin, dat zich van Heumen tot Horssen uitstrekt en grotendeels met bos begroeid is.
Het dorp Bergharen heeft twee kerken, een protestantse uit de 15de eeuw en een katholieke uit 1894. Nabij de beltmolen De Verrekijker bevindt zich een kapel met daarin een beeltenis van Onze Lieve-Vrouw ter Nood Gods. Het is een officieel bedevaartsoord.
Vanouds was Bergharen een zelfstandige bestuurlijke eenheid, die in de Franse tijd een gemeente werd. De gemeente Bergharen werd op 1 januari 1818 vergroot met de opgeheven gemeente Hernen. Op 1 januari 1984 werd Bergharen bij de gemeente Wijchen gevoegd.

## Fotogalerij

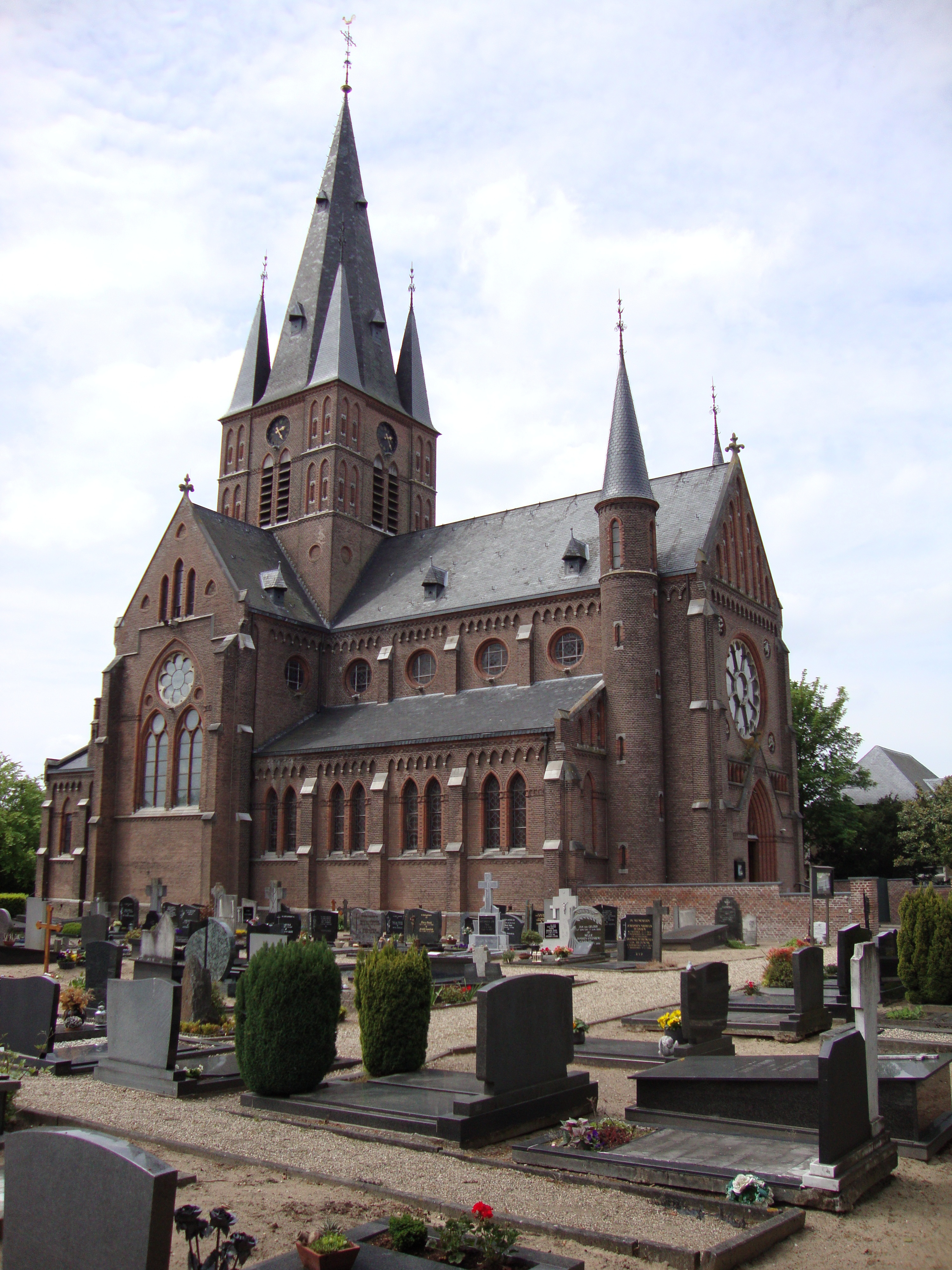
De H. Annakerk
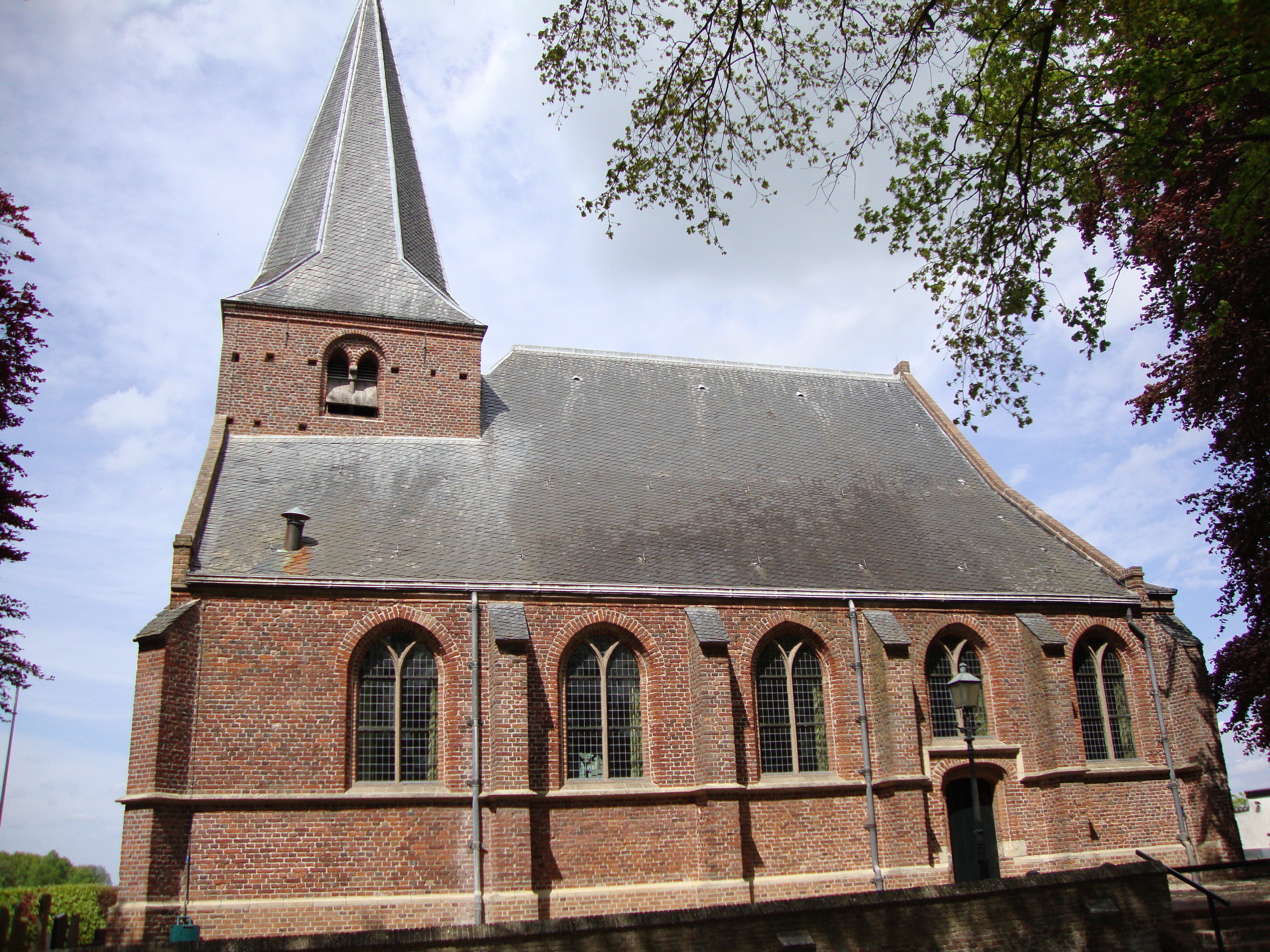
De hervormde kerk
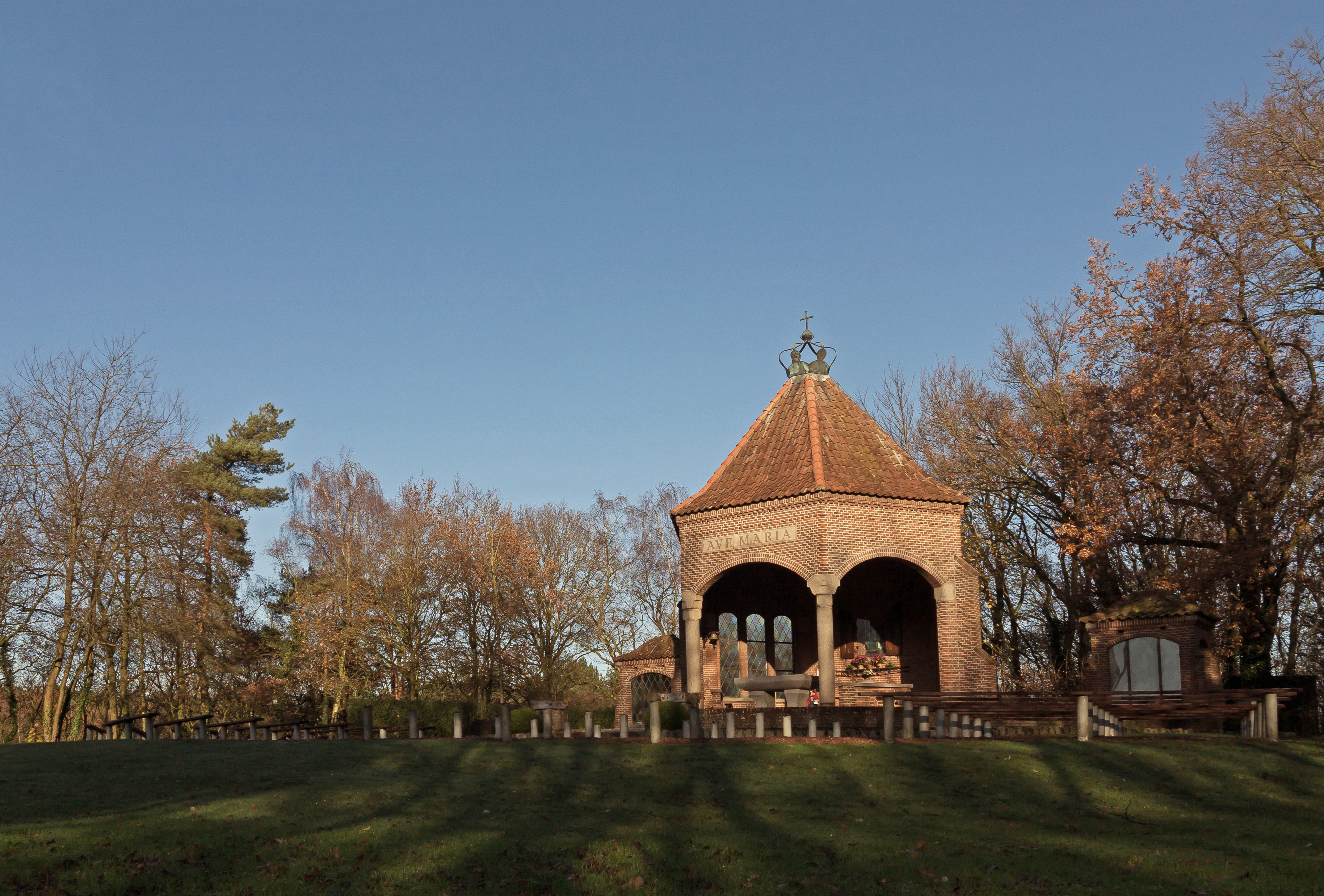
Kapel Onze Lieve Vrouw ter Nood Gods
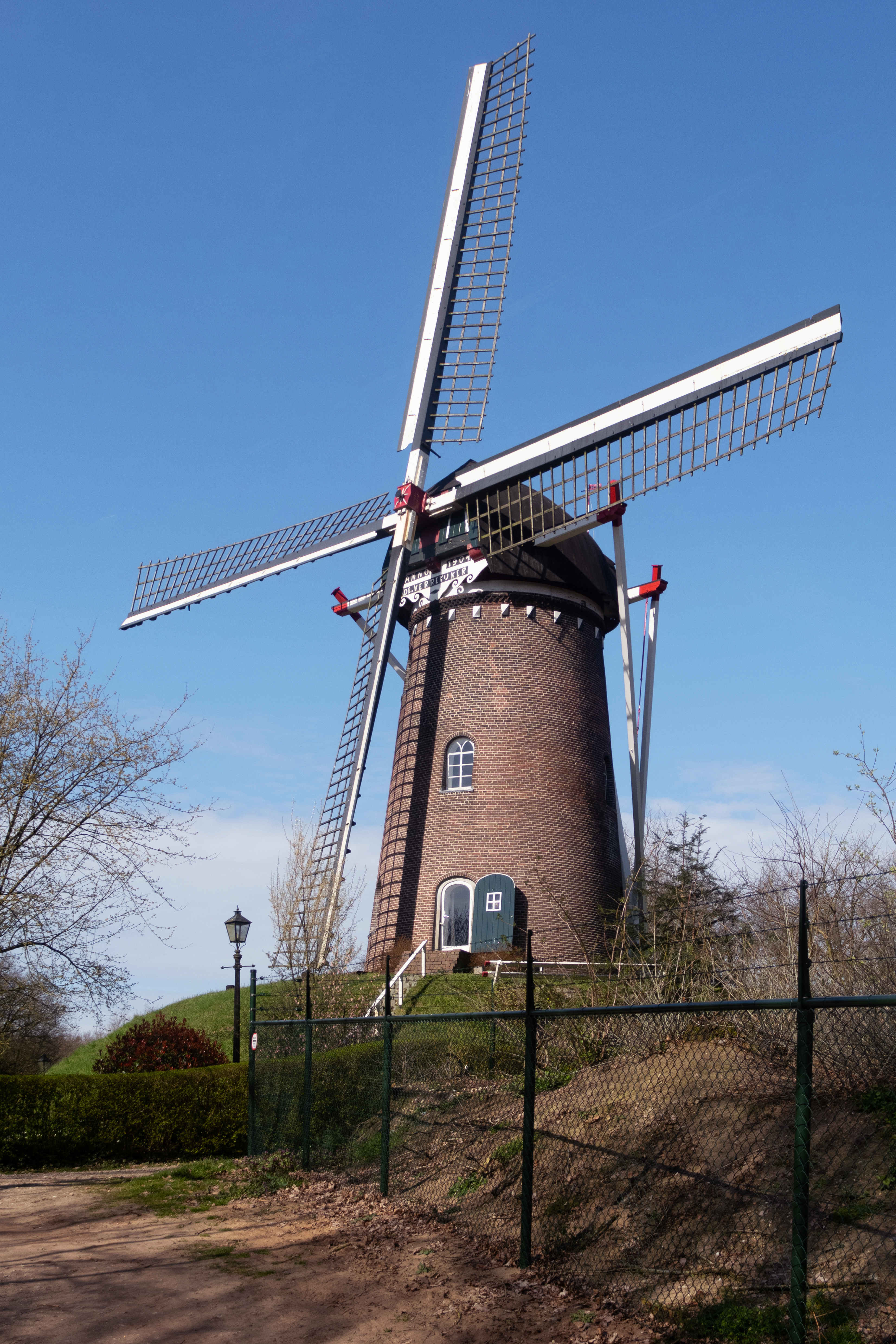
Molen De Verrekijker